# اچ‌ام‌اس گورخا (اف۲۰)
اچ‌ام‌اس گورخا (اف۲۰) (به انگلیسی: HMS Gurkha (F20)) یک کشتی به طول ۳۷۷ فوت (۱۱۵ متر) بود. این کشتی در سال ۱۹۳۷ ساخته شد.